# 대전하기초등학교
대전하기초등학교는 대한민국 대전광역시 유성구 송림로에 있는 대한민국의 초등학교이다.

## 학교 연혁
- 2004. 11. 01 하기초등학교 설립 확정
- 2005. 03. 01 대전하기초등학교 개교 (7학급, 180명)
- 2015. 02. 13 제10회 졸업(110명), 총 졸업생 1,258명
- 2016. 03. 12 조성남 교장

## 참고 자료
- 대전하기초등학교 - 한국교육학술정보원 학교알리미